# Al-Dawha
Al-Dawha, en arabe : الدوحة, est une municipalité du gouvernorat de Bethléem en Palestine, située à 2 km au sud-ouest de Bethléem, en Cisjordanie.
Selon le recensement du bureau central palestinien des statistiques, la localité compte une population de 12 752 habitants en 2017.